# بيت ضبعان (بلاد الروس)

تعديل مصدري - تعديل

بيت ضبعان هي إحدى قرى عزلة الربع الشرقي بمديرية بلاد الروس التابعة لمحافظة صنعاء، بلغ تعداد سكانها 875 نسمة حسب تعداد اليمن لعام 2004.